# Claudine Pailhès
Pour les articles homonymes, voir Pailhès.
Claudine Pailhès est une archiviste et historienne française née le 8 novembre 1952 à Carcassonne (Aude).
Elle a notamment publié Gaston Fébus : Le Prince et le Diable (2007) et La Vie en Ariège au XIXe siècle (2008).

## Biographie

### Naissance et formation
Née le 8 novembre 1952 à Carcassonne, Claudine-Pierrette-Fernande Pailhès est scolarisée à l'école de jeunes filles de Carcassonne où vivent et travaillent ses parents, Henri Pailhès et Cécile Tailhan. Elle fréquente ensuite le lycée Pierre-de-Fermat à Toulouse, puis à l'Université de Toulouse-Le Mirail.
En 1972, elle a 20 ans, lorsqu'elle réussit le concours d'entrée à l'École nationale des chartes, classée 20e, elle est nommée élève de première année par l'arrêté ministériel du 8 août 1972. Orientée vers l'abbaye de Lagrasse par sa professeure Élisabeth Magnou-Nortier, elle commence en 1973 le travail sur sa thèse, sous la direction de Robert-Henri Bautier. Elle soutient sa thèse titrée Les Actes de l'Abbaye de Lagrasse (1115-1279) en 1976, devant Paul Ourliac et Didier Ozanam. Elle est nommée « archiviste paléographe » par l'arrêté ministériel du 30 avril 1976 ; son rang, « par ordre de mérite », est huitième. Après avoir effectué son stage technique et passé les épreuves d'évaluation, elle est inscrite au sixième rang sur la liste d'aptitude aux fonctions de conservateur d'archives, arrêté du 23 juin 1976.

### Parcours professionnel
Claudine Pailhès commence sa carrière le 1er août 1976 par le poste de « directeur des services d'archives » du département de l'Ariège. Elle y prend la suite de Jean-François Le Nail.
Conservateur de 1er classe du patrimoine, elle est promue le 28 janvier 1991 conservateur en chef. Le 21 février 1996, elle est nommée membre de la Commission d'histoire des archives de France, « créée auprès du Comité d'histoire du ministère de la Culture ».
Sa thèse, Les Actes de l'abbaye de Lagrasse (1115-1279), augmentée, est publiée en 2000 sous le titre Recueil des chartes de l'abbaye de Lagrasse, tome II : 1117-1279. Cette recherche qui concerne les abbayes clunisiennes et la société méditerranéenne, font de cette publication, une source « importante pour les chercheurs qui disposent désormais d'un ouvrage sûr et d'une mine de renseignements très aisée à exploiter ».
En 2007, Claudine Pailhès publie Gaston Fébus : Le Prince et le Diable aux éditions Perrin.
Elle est nommée au grade d'officier dans l'ordre des Arts et des Lettres par arrêté du 1er janvier 2009. Le 3 mai 2012, elle est promue chevalier de l'ordre national du Mérite.
Le 8 juillet 2015, par décret de la Présidence de la République, elle est nommée au grade de conservateur général du patrimoine.
Claudine Pailhès prend sa retraite en 2017, après 41 ans au service des archives départementales de l'Ariège.

## Publications

### Ouvrages
- Images de la Révolution française en Ariège, Foix, Conseil général de l'Ariège : Archives départementales, 1989, 127 p. (ISBN 2-86009-007-X, BNF 35045870).
- Au temps de Gaston Fébus : Chroniques d'Ariège, Foix, Conseil général de l'Ariège : Archives départementales, 1991, 144 p. (BNF 35499664).
- L'Ariège des comtes et des cathares, Toulouse, Milan Éditions, 1992, 303 p. (BNF 35553690).
- Du Carlit au Crabère : Terres et hommes de frontière, Foix, Conseil général de l'Ariège : Archives départementales, 2000, 623 p. (BNF 39258849).
- Recueil des chartes de l'abbaye de la Grasse, t. II : 1117-1279, Paris, Claudine Pailhès / éditions du Comité des travaux historiques et scientifiques, coll. « Collection de documents inédits sur l'histoire de France, section d'histoire médiévale et de philologie / in-8° » (no 26), 2000 (BNF 37185828, lire en ligne).Publication augmenté de sa thèse pour le diplôme d'archiviste paléographe, inédite. Résumée dans Position des thèses de l'École nationale des chartes, 1976, p. 131-136. Un exemplaire est déposé aux Archives nationales.
- Foix et ses environs, Joué-lès-Tours, A. Sutton, 2001, 128 p. (BNF 37638388).
- Mirepoix et ses environs, Saint-Cyr-sur-Loire, A. Sutton, 2004, 128 p. (BNF 39227581).
- Le Comté de Foix, un pays et des hommes : Regards sur un comté pyrénéen au Moyen Âge, Cahors, la Louve éditions, 2006, 462 p. (BNF 40958710).
- Gaston Fébus : Le Prince et le Diable, Perrin, 2007, 375 p. (BNF 41019279)Ce livre est également édité en 2007 chez Le Grand Livre du mois, puis réédité par Perrin, en 2010, col. Tempus, augmenté avec un total de 524 pages.
- La Vie en Ariège au XIXe siècle, Pau, Cairn, coll. « La vie au quotidien », 2008, 347 p. (BNF 41389191)Ce livre est réédité par Cairn, en 2015.
- Paroisses et communes de France : Dictionnaire d'histoire administrative et démographique. Ariège, Foix, Archives départementales de l'Ariège, 2011, 947 p. (BNF 42650921).
- L'Homme et l'Animal sauvage dans les Pyrénées ariégeoises (publié à l'occasion de l'exposition présentée aux Archives départementales de l'Ariège, 10 février-30 avril 2014.), Foix, Archives départementales de l'Ariège, 2013, 321 p. (BNF 43771720).
- Ariège : Archives remarquables, Portet-sur-Garonne, Loubatières, coll. « Collection dirigée par François Bordes », 2014, 183 p. (ISBN 978-2-86266-711-9, BNF 44296805).
- Les Ariégeois de la Grande guerre : La Mémoire familiale, Foix, Conseil départemental de l'Ariège-Archives départementales de l'Ariège, 2017, 133 p. (BNF 45415672).
- Les Comtes de Foix : Des Pyrénées au trône de France (XIe – XVIe siècle), Villemur-sur-Tarn, Éditions Loubatières, 2021, 880 p. (ISBN 978-2-86266-762-1).

### Ouvrages en collaboration
- Le Protestantisme en terres d'Ariège (avec Patrick Cabanel, Philippe de Robert et al.), Foix, Conseil général de l'Ariège, 2004, 191 p. (BNF 39301869).

### Direction de publication
- Montségur : La Mémoire et la Rumeur (1244-1994), Foix, Association des amis des archives de l'Ariège / Conseil général de l'Ariège, 1995, 354 p. (BNF 39301862).Actes du colloque tenu du 21 au 23 octobre 1994 à Tarascon, Foix et Montségur organisé par le Conseil général de l'Ariège, les Archives départementales... avec la collab. du Centre d'études cathares de Carcassonne, de la Scène nationale de Foix et de l'Ariège, de la Mairie de Foix et al.
- Histoire de Foix et de la Haute-Ariège (textes de Louis Claeys, Jean Clottes et Gabriel de Llobet), Toulouse, Privat, coll. « Univers de la France et des pays francophones », 1996, 287 p. (BNF 35832646).
- 1209-1309 : Un siècle intense au pied des Pyrénées, Foix, Conseil général de l'Ariège : Archives départementales, 2010, 447 p. (BNF 42639570).Actes du colloque tenu du 23 au 25 octobre 2009 à Foix dans le cadre du 800e anniversaire de la croisade contre les Albigeois.
- La Frontière pyrénéenne : Guide des sources d'archives des relations et des espaces transfrontaliers pyrénéens (direction scientifique et éditoriale avec Marigeorges Allabert ; rédaction avec Sylvie Caucanas, Geneviève Douillard  et al.), Foix, Conseil général de l'Ariège, 2005, 693 p. (BNF 40930627).

## Distinctions
- 2009 :  Officier de l'ordre des Arts et des Lettres[14].
- 2012 :  Chevalier de l'ordre national du Mérite[15].